# 朱和中

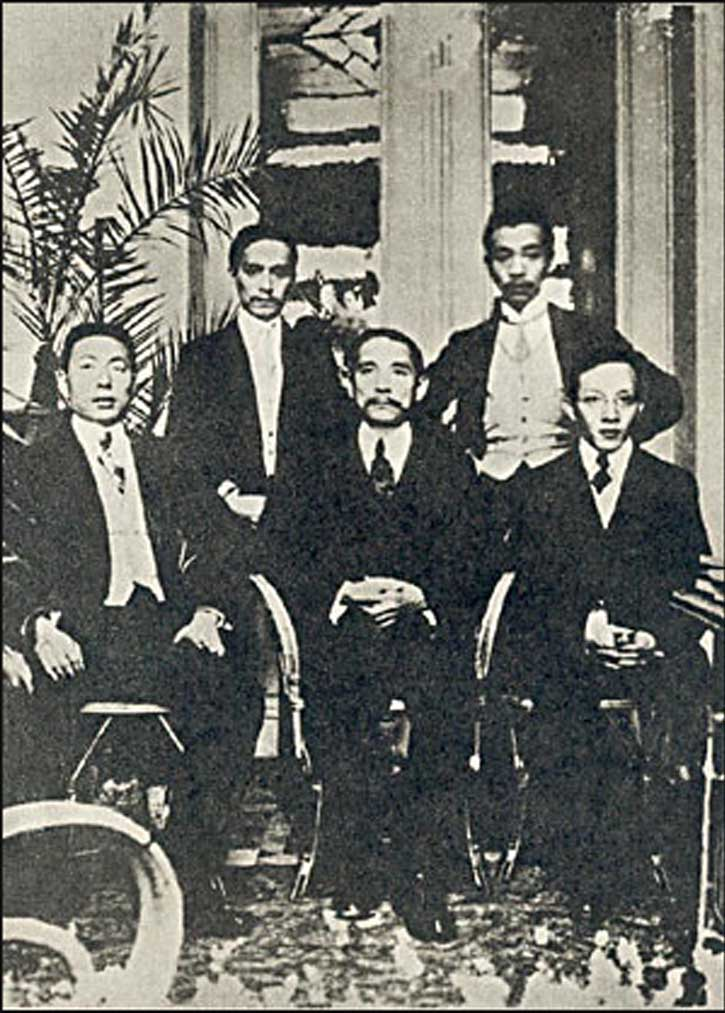
孫中山與中國留學生在比利時合影，約1905年。前排左起：魏宸組，孫中山，胡秉柯；後排左起：史青，朱和中

朱和中（1880年—1940年），原名大顺，字子英，湖北建始花坪人。中国民主革命家，中华民国政治人物。

## 生平
朱和中早年在五阳书院念书，十五岁府试夺魁，被选入湖北武备学堂。他与吕大森、张荣楣等人组建了乐群印刷社，翻印《警世钟》、《猛回头》、《黄帝魂》等书刊。光绪二十九年（1903年），他被派公费赴欧洲留学，先入德国陆军步兵学校，后转到柏林兵工大学。1904年，孙中山从美国到英国，朱和中曾汇给孙中山1200马克接济。1904年12月，孙中山到比利时布鲁塞尔，朱和中作为留德学生代表赶到布鲁塞尔，和留比学生代表贺之才、李蕃昌共同到码头迎接孙中山，其余二十多名同学在车站欢迎孙中山。当天晚上孙中山会晤了包括朱和中在内的留学生们，朱和中提出了“更换新军士兵头脑，开通士子知识至为重要”的想法，并提议创建“比京结盟”。孙中山还书写誓词，留学生们进行了宣誓，并且在胡秉柯寓所合影。
朱和中回到柏林后，和同学宾步程、薛仙洲、刘家铨等组织了“柏林同盟”，入盟者二十余人。朱和中致信邀请孙中山到德国主持结盟仪式。誓词为：
驱除鞑虏，恢复中华，创立民国，平均地权，矢信矢忠，有始有卒，如有渝此，任众处罚。
孙中山在柏林住在朱和中寓所，前后停留了12天，和孙中山谈话的留学生有周泽春、钱汇东、刘家铨、陈康时、马德润、张久维等。王发科、王相楚等人窃取盟书向清国驻法国公使孙宝琦自首后，朱和中向孙中山声称：“此乃个人行为，其余诸同志，仍矢志于革命。”
宣统三年（1911年），武昌起义爆发后，孙中山电令旅德的革命党人阻止清政府在德国购买的军火运回中国。当时朱和中从柏林兵工大学毕业，遂同德国的礼和、捷成两行交涉，使军火由革命党方面的民军接收。1912年1月中旬，朱和中到达南京，此后历任参谋总部第二局局长、参谋总部高级参谋。中华民国临时政府迁到北京后，朱和中任总统府高级顾问。
护法战争爆发后，朱和中到广东任护法军政府秘书、厅长和机要秘书等职务。1921年11月15日，朱和中向孙中山密陈十二项建设意见。孙中山策划中德俄联盟，并派朱和中到德国进行活动。
1923年4月，朱和中受孫中山委任出任廣東兵工廠厂长，但是在陳炯明反孫之際棄廠潛逃，失去廠內職工對他的信心，在孫中山與陳炯明和解返回廣東後，朱和中遭受廠內抵制導致其職務無法續任，在1923年12月解任廠長一職，其職務由副廠長馬超俊接任。解職後的朱和中成為孙中山隨員赴北京。1925年，孙中山在北京逝世，朱和中参与了治丧活动，负责翻译国外唁电。1926年到1928年，朱和中曾两次奉派考察欧洲及苏联。他是第1屆中華民國訓政時期立法委員，此后又连任第2、3、4届立法委员职务。
抗日战争爆发后，南京国民政府迁往重庆。朱和中回到家乡建始花坪。1940年春，朱和中应国民政府邀请到重庆。1940年3月，朱和中因中风于重庆北碚病逝。